# 全曲集 (アン・ルイスのアルバム)
『全曲集』（ぜんきょくしゅう）は、1985年2月21日に発売されたアン・ルイスのベスト・アルバム。発売元はビクターレコード。規格品番は、LP：SJX-25006、CD：VDR-1131。
「グッド・バイ・マイ・ラブ」、「ラ・セゾン」、当時の最新シングル「六本木心中」など、これまでのヒットシングルが多数されている。
LPレコードのジャケットは、アルバム『LA SAISON D'AMOUR』の写真を拡大したものが使用されているが、CDのジャケットは全く異なる手書きのイラストになっている。

## 収録曲

### LP
| #  | タイトル                     | 作詞       | 作曲       | 編曲     |
| -- | ---------------------------- | ---------- | ---------- | -------- |
| 1. | 「六本木心中」               | 湯川れい子 | NOBODY     | 伊藤銀次 |
| 2. | 「薔薇の奇蹟」               | 柴山俊之   | 大沢誉志幸 | 伊藤銀次 |
| 3. | 「I Love Youより愛してる」   | 三浦百恵   | NOBODY     | 西慎嗣   |
| 4. | 「LUV-YA」                   | 吉田美奈子 | NOBODY     | 伊藤銀次 |
| 5. | 「ラ・セゾン」               | 三浦百恵   | 沢田研二   | 伊藤銀次 |
| 6. | 「IN PLEASURE」              | 柴山俊之   | 伊藤銀次   | 伊藤銀次 |
| 7. | 「恋のブギ・ウギ・トレイン」 | 吉田美奈子 | 山下達郎   | 山下達郎 |

| #  | タイトル                     | 作詞       | 作曲       | 編曲                                   |
| -- | ---------------------------- | ---------- | ---------- | -------------------------------------- |
| 1. | 「グッド・バイ・マイ・ラブ」 | なかにし礼 | 平尾昌晃   | 竜崎孝路                               |
| 2. | 「女はそれを我慢できない」   | 加瀬邦彦   | 加瀬邦彦   | 佐藤準                                 |
| 3. | 「甘い予感」                 | 松任谷由実 | 松任谷由実 | 松任谷正隆                             |
| 4. | 「湘南の男たち」             | 喜多条忠   | 加瀬邦彦   | 船山基紀                               |
| 5. | 「グッドバイ・ボーイ」       | Annie      | 竹内まりや | 梅垣達志                               |
| 6. | 「シャンプー」               | 康珍化     | 山下達郎   | 山下達郎                               |
| 7. | 「リンダ」                   | 竹内まりや | 竹内まりや | ブラッド・ショット、谷口陽一、山下達郎 |

### CD
| #   | タイトル                     | 作詞       | 作曲       | 編曲                                   |
| --- | ---------------------------- | ---------- | ---------- | -------------------------------------- |
| 1.  | 「六本木心中」               | 湯川れい子 | NOBODY     | 伊藤銀次                               |
| 2.  | 「薔薇の奇蹟」               | 柴山俊之   | 大沢誉志幸 | 伊藤銀次                               |
| 3.  | 「I Love Youより愛してる」   | 三浦百恵   | NOBODY     | 西慎嗣                                 |
| 4.  | 「LUV-YA」                   | 吉田美奈子 | NOBODY     | 伊藤銀次                               |
| 5.  | 「ラ・セゾン」               | 三浦百恵   | 沢田研二   | 伊藤銀次                               |
| 6.  | 「IN PLEASURE」              | 柴山俊之   | 伊藤銀次   | 伊藤銀次                               |
| 7.  | 「恋のブギ・ウギ・トレイン」 | 吉田美奈子 | 山下達郎   | 山下達郎                               |
| 8.  | 「グッド・バイ・マイ・ラブ」 | なかにし礼 | 平尾昌晃   | 竜崎孝路                               |
| 9.  | 「女はそれを我慢できない」   | 加瀬邦彦   | 加瀬邦彦   | 佐藤準                                 |
| 10. | 「甘い予感」                 | 松任谷由実 | 松任谷由実 | 松任谷正隆                             |
| 11. | 「湘南の男たち」             | 喜多条忠   | 加瀬邦彦   | 船山基紀                               |
| 12. | 「グッドバイ・ボーイ」       | Annie      | 竹内まりや | 梅垣達志                               |
| 13. | 「シャンプー」               | 康珍化     | 山下達郎   | 山下達郎                               |
| 14. | 「リンダ」                   | 竹内まりや | 竹内まりや | ブラッド・ショット、谷口陽一、山下達郎 |

### 曲解説
1. 六本木心中
  - 24枚目のシングルA面曲。初版シングルの音源とは異なるヴァージョンで収録。
2. 薔薇の奇蹟
  - 23枚目のシングルA面曲。
3. I Love Youより愛してる
  - 22枚目のシングルA面曲。
4. LUV-YA
  - 21枚目のシングルA面曲。
5. ラ・セゾン
  - 20枚目のシングルA面曲。
6. IN PLEASURE
  - 「六本木心中」のB面曲。
7. 恋のブギ・ウギ・トレイン
  - 17枚目のシングルA面曲。
8. グッド・バイ・マイ・ラブ
  - 6枚目のシングルA面曲。
9. 女はそれを我慢できない
  - 14枚目のシングルA面曲。
10. 甘い予感
  - 13枚目のシングルA面曲。
11. 湘南の男たち
  - 「女はそれを我慢できない」のB面曲。
12. グッドバイ・ボーイ
  - カバーアルバム『Cheek』収録曲。
13. シャンプー
  - アルバム『PINK PUSSY CAT』収録曲。
14. リンダ
  - 19枚目のシングルA面曲。

## 再発盤
- CD (1985年12月16日 / 規格品番: VDR-1131)[5]。

## 参考資料
- オリコン『ALBUM CHART-BOOK COMPLETE EDITION 1970-2005』オリコン・マーケティング・プロモーション、2006年4月。ISBN 978-4-87131-077-2。